# Lake Bell
Lake Bell (født 24. marts 1979) er en amerikansk skuespillerinde.

## Unge år
Bell blev født som Lake Caroline Siegel Bell i New York som datter af Robin Bell, ejer af designfirmet Robin Bell Design, Inc., og Harvey Siegel. Bell har udtalt at hendes far er jødisk og hendes mor er en "WASP", og at hun blev opfostret i en "comically dysfunctional family" (komisk disfuntionel familie). hun har en ældre bror, Luke Siegel, der ejer en sliding wall and door company kaldet Raydoor i New York. Hun har desuden to halvsøstre, Courtney og Mackenzie.
Bell gik på The Chapin School i New York, samt Westminster School i Simsbury, Connecticut. I en del af sine teengageår boede hun i Vero Beach, Florida og gik på Skt. Edward's School. Bell valgte at gå på Skidmore College i Saratoga Springs før hun skiftede til Rose Bruford College i London, England. Her fik hun roller i flere teaterproduktioner, inklusiv The Seagull og The Pentecost. Hun blev i London i et år efter færdiggørelsen af sin uddannelse, og flyttede derefter til Los Angeles.

## Karriere
Bell fik sit første store job som den kvindelige hovedrolle i NBC's War Stories, der også havde Jeff Goldblum på rollelisten. Hun havde to gæsteoptrædener i Skadestuen i 2002, og spillede herefter Alicia Silverstones spydige bedste venninde, Victoria, i NBC's kortlivede serie Miss Match. I 2004 fik Bell sin debut som Sally Heep i The Practice, og hendes rolle fulgte med over i udløberserien, Boston Legal, hvor hun havde en fast rolle indtil hun udtrådte af serien i 2005. Bell spillede herefter hovedrollen i sci-fi showet Surface, der havde premiere 19. september 2005, og blev aflyst i maj 2006.  
I efteråret 2006 kom Bell tilbage til Boston Legal i to episoder, i sin gamle rolle som Sally Heep. 
Hendes filmroller inkluderer bl.a. Pride and Glory (2008), Rampage: The Hillside Strangler Murders (2004), I Love Your Work (2003), Speakeasy (2002), samt Slammed (2001). Hun havde desuden en hovedrolle i thrilleren Still Waters (2008), og spillede sammen med Paul Rudd og Eva Longoria Parker i filmen Over Her Dead Body, (2008). Hun havde også roller i filmen What Happens in Vegas (2008) og It's Complicated (2009).
Bell poserede på forsiden af magasinet Page Six i udgaven fra 11. maj 2008.